# アップルパラダイス
『アップルパラダイス』は竹本泉による漫画作品。「コミックマスターEX」及び「コミックマスター」、そして「RPGマガジン」（いずれも発行元はホビージャパン）誌上で1992年から1997年にかけて連載された。

## 概要
多くの謎を持つ不思議な学校・聖林檎楽園学園を舞台に、主人公たちが奇妙な事件に巻き込まれるコメディー作品。
「思いついたことが、何でも描けるようにしちゃおう」（1巻「なかがき」）というコンセプトで設定を考えたとあるように、一話完結でさまざまな事件が巻き起こる。また、古典SFからも多くの引用がなされている。着想を得たのは「なかよし」時代。
単行本はホビージャパン、後にノアール出版から刊行された（全3巻）。2010年現在いずれも絶版となっているものの、eBookJapanなどでノアール出版版が電子書籍として購入可能。
連載終了時には「おわりだと思うとなんかすごくもったいない」「またいつかこのシリーズも復活するかもしれません」と作者も述べていたが（3巻「あとがき」）、事実『よみきり♥もの』『よみきりものの…』(コミックビーム)では続編や、設定を共有するストーリーが多数描かれている。

## 主要登場人物
江崎まりあん
文芸部に所属する、本編の主人公の一人。赤いメッシュの入った三つ編みという髪形が特徴的。好奇心旺盛で、学園で起こるさまざまな謎に首を突っ込み、その原因を探る。が、毎回突拍子もないでたらめな推理を叫ぶばかりなので周囲からは半ば呆れられている。いつも飼い猫のふゅあ菜（後にまー菜と改名）をつれている。しばしば小説のネタ探しに頭を悩ませているが、書くのは宇宙人や怪獣が出てくる変な話ばかりである。
西園寺京子
本編の主人公の一人で、まりあんの友人。考古学クラブに所属。理知的・クールな性格で、迷信の類もほとんど信じないマイペースな人物。まりあんとは反対に非論理的な超常事件は苦手で、納得のいかない出来事に関しては怒りを露わにすることも。大の甘党にして大食漢で、ケーキ一個を丸々平らげてしまうほど。そのくせどれだけ食べても、逆に食べなくても体重が減らないという奇妙な体質。そのおかげか背は高くてスタイルがよい。エミリオに好意を寄せられている。
朝ヶ丘絵理子
本編の主人公の一人で、まりあんの友人。ツインテールのキュートな女の子だが、なぜか言葉遣いは語尾に「〜だぜ」「〜か？」等をつける男口調（一人称は「わたし」）。口癖は「変だぜ」。いつも笑顔を見せているが、逆に感情をほとんど表情に出さず、妙に達観したところがある。連載後半で、その謎めいた正体についてのエピソードが描かれる（3巻「ひとりよぶん」）。その後の聖林檎楽園学園を舞台にした作品では、彼女にそっくりの人物「恵理子」が全作品に登場する（後述）。
エミリオ
まりあんたちの友人。考古学クラブ所属。クラスは違うが、よく行動をともにしている。黒髪碧眼のイタリア人で先祖は貴族。ドイツとかスカンジナビアとかアフリカとかトルコとかサラセンとかいろいろな人種の血を受け継いでいる（2巻「なみだめ」）。カタカナ交じりの日本語を喋る。自然科学に精通し、学園に起こる奇妙な出来事を分析するのが得意。京子に好意を抱いており、隙さえあればキスをし、そのたびに痛い目に合わされている。本編では父親、『よみきりものの…』では母親と5人の姉が登場する。
先輩
文芸部でまりあんの先輩。本名、年齢ともに不明。美少年の登場するファンタジーな耽美小説を好んで執筆する他、文芸部以外にもさまざまな課外活動に顔を出している。エドガー・ライス・バローズなどの古典SFの大ファン。灯台守の当番の際、うっかり火を消してしまい、そのせいで留年したと語っているが（1巻「せいどうのとうだい」）、絵理子同様、その後の聖林檎楽園学園を舞台にする作品にも変わらぬ容姿で登場しており（後述）、その年齢・素性には何かと謎が多い。
まー菜（前半はふゅあ菜）
まりあんの飼っている縞猫。まりあんとともに毎日のように学園に通っている。謎の侵略者を次々に撃退したり（2巻「ねこじだい」）、突然身体と声だけが分離してしまったり（3巻「こえ」）、と実は相当奇妙な猫なのだが、なぜかあまり気にされない。名前は連載初期に読者からの応募で決める予定であったが、あまり案が集まらなかったため保留となり、仮名としてふゅあ菜（あるいはふぉあ菜）という名前が与えられていた。その後改めて募集が行われ（3巻「こえ」）、3巻「ねこのなは」で発表された。

## 聖林檎楽園学園
主要登場人物が通う学園であり、大半の物語の舞台となっている。

### 立地
海に南面しており、灯台と並んで往年の灯台として使われていた青銅像がある。また難破船、幽霊船、流氷などさまざまなものが流れ着く。また裏手にはエジプト中王国時代のファラオの墓を初めとする遺跡がいくつかある。北側には山があるが、ある時移動を始め学校の脇をすり抜けてどこかへ行ってしまった。地下には温泉脈があり、効能は「不老長寿」。学園の敷地内がカニの群れの通り道になっているため、冬季には休校になる。

### 施設
広大な敷地を持ち、多くの建物があるが使われていないものも多い。校舎はそれ自体が意思らしきものを持っていて、勝手に動くこともある。敷地内には17の時計塔が立っており、また時計のついていない塔を含めるとその数は数え切れない。またその時計塔の中には操作することによって学園内の時間に影響を与えるものもある。なぜか校庭には多数の穴が開いており、坑道・防空壕・ダンジョン・遺跡などに繋がっている。そんな地下には古代に使われていた校舎が埋没しており、少なくとも3500年の歴史を有しているとされる。また片道1時間の山頂に巨大な天文台を所有している。

### その他
「衣替え」と称して、5年に一度制服が変わる。作中では1巻中盤で、当初のリボンのついたブレザーから、ネクタイの「社長秘書みたいな」制服に変わっている。後述の続編と言える作品群でも、制服はさらに別のものとなっている。またロビーには「イベントの少女」と呼ばれる肖像画が掛けられていて、ここに描かれている少女は大きなイベントがあるたびに絵の中から出てくる。後述の「りんごのひみつ」でも再登場し、「なかがき」でも触れられた。

## 同作者他作品との繋がり

### 『よみきり♥もの』『よみきりものの…』
『よみきり♥もの』及びその後続作品の『よみきりものの…』では、本作品と同じ舞台、同じ設定を共有する作品が複数書かれている。
- 「あっちのやねこっちのやね」（『よみきり♥もの』2巻収録）
  - まりあんたち主要人物がそのまま登場する、連載終了から約5年ぶりの『アップルパラダイス』の新作。
- 「ブックスパラダイスvol.1〜5」（『よみきり♥もの』3,5,9巻、『よみきりものの…魂のにぎわい』収録）
  - 元々はFOX出版の雑誌「コミックメガフリーク」で連載された(vol.1〜2)が、同誌の休刊に伴い「よみきり♥もの」の一編とされ、後にシリーズ化された。「図書愛好倶楽部」の面々が、第2図書館で奇妙な事件に巻き込まれる。絵理子にそっくりの人物「恵理子」、そして先輩が登場し、『よみきり♥もの』3巻「なかがき」にて聖林檎楽園学園を舞台にしていることが明記された。
- 「りんごのひみつ」（『よみきり♥もの』6巻収録）
  - 前述の「ブックスパラダイス」と同じ時期、同じ舞台を共有しているとされ、恵理子が主人公・明治梅の友人として、また先輩、そして「何年か前」のフィルムの映像の中にまりあん、京子、絵理子、エミリオも登場する。
- 「たつはしら」（『よみきり♥もの』8巻収録）
  - 「りんごのひみつ」の主人公・明治梅たちが再登場する。学園の謎を解決しようと梅が奮闘するという筋書き。
- 「ゆきだるまがやってきた」（『よみきり♥もの』10巻収録）
  - 明治梅シリーズ3作目。学園周辺に毎日のように現れる謎の雪だるまの正体を巡って梅がやはり駆け回る。作者の偏愛する「雪だるまもの」の一作でもある。なお、先輩も再登場する。
- 「あかいみち」（『よみきりものの…ヒトライフ』収録）
  - まりあんたち主要人物がそのまま登場する『アップルパラダイス』の新作。エミリオの姉5人が登場。絵理子はこの作品とその収録単行本のみ全て「絵里子」と表記されている。
- 「あおいめ」（『よみきりものの…魂のにぎわい』収録）
  - 明治梅シリーズ4作目。拝むと翌日に目が青くなる石像が学園で発掘されて騒ぎになる。恵理子が「朝ヶ丘」と呼ばれているシーンがあり、恵理子も絵理子と同じ名字だということが分かる。

また『よみきりものの…北国楽園』では、「まえがき」にまりあんが登場し、「『アップ●パラダ●ス』4巻」と宣言して京子に一蹴されるが、「最近変な話ばっかりだしわたしたちのシリーズで間に合うと思うのよねー」と反論している。『よみきりものの…たちこめるバラのかおり』の「なかがき」「あとがき」にもまりあんと絵理子が登場する。

### そのほかの作品
- 『あかねこの悪魔』は『よみきりものの…』の後の第2図書館が舞台であり、「ブックスパラダイス」の登場人物達も登場している。
- 「せいふくもの」(単行本『せ〜ふくもの』所収)では、ヒロイン・糸川朝季子の初等部時代の同窓生として西園寺京子が登場する。
- 本作の前に作者は「コミックマスター」「コミックマスターEX」で『うさぎパラダイス』を連載。
- 1994年に発売されたCD『うじゃうじゃパラダイス』は、本作と『うさぎパラダイス』のイメージアルバムである[1]。

## タイトル

### 1巻
コミックマスターEX3〜12号収録(1992年〜1994年)
- ふえるまど
- たまごたまご
- みいらののろい
- せいどうのとうだい
- いずみわく
- ころもがえ
- かねのおと
- おおそうじ
- すいせいくる
- あっぷるぱらだいす

### 2巻
コミックマスターNo.21〜33,35〜37収録(1994年〜1995年)
- ながれつくもの
- かおのいし
- みずのそこ
- ねこじだい
- あめどおり
- そらにたいようが
- ねむいごご
- さむいあさ
- とおりみち
- は
- ながれるみず
- なみだめ
- ものかき
- なつのひのおもいで
- やまあるき
- たいふういっか

### 3巻
コミックマスターNo.38〜49、RPGマガジン2〜4月号収録(1995年〜1997年)
- こうしゃのつながり
- あふれでるみりょく
- ふゆばのなつ
- つきのよる
- ひとりよぶん
- いどのそこ
- こえ
- あめのひは
- うみのそこ
- ねっぱなひび
- ねこのなは
- まるいわ
- ゆきのだるま
- ふゆのくらし
- はるのこえ